# Satyrichthys serrulatus
Satyrichthys serrulatus är en fiskart som först beskrevs av Alcock, 1898.  Satyrichthys serrulatus ingår i släktet Satyrichthys och familjen Peristediidae. Inga underarter finns listade i Catalogue of Life.